# جواز سفر بريطاني (مونتسرات)
جواز سفر مونتسرات هو جواز سفر بريطاني ويصدر لمواطني إقليم مونتسرات وهو أحد الأقاليم البريطانية التي تقع وراء البحار. اعتبارًا من عام 2015 تصدر جميع جوازات سفر مونتسيرات من قبل مكتب جوازات سفر صاحبة الجلالة في المملكة المتحدة. على الرغم من أن إقليم مونتسيرات عضو كامل العضوية في مجموعة الكاريبي، الا ان جواز سفر الخاصة به لا يتوافق مع التصميم المشترك لجوازات مجموعة الكاريبي.

## روابط خارجية
- الموقع الرسمي لقسم القنصلية في وزارة الإدارة نسخة محفوظة 5 فبراير 2020 على موقع واي باك مشين.